# Nizami Əkbərov
Nizami Əkbərov, Nizami Akbarov (* 15. August 1960 in Yardimil) ist ein aserbaidschanischer Chemiker.

## Leben
Nizami Əkbərov wurde im Jahr 1960 als Sohn von Alisahib und dessen Ehefrau Xavar Əkbərova im Ort Yardımlı in Aserbaidschan geboren. Er begann im Jahr 1967 die Schule und absolvierte sie im Jahr 1977. Nach der Reifeprüfung studierte er Chemie bis Ende 1982 an der Staatlichen Universität Baku. Während seines Studiums arbeitete er an wissenschaftlichen Studien. Er nahm aktiv an internationalen wissenschaftlichen Konferenzen teil, beispielsweise im Jahr 1980 an der Lomonossow-Universität Moskau, im Jahr 1981 an der Nationalen W.-N.-Karasin-Universität Charkiw, im Jahr 1982 an der Universität Tartu und an der Aserbaidschanischen Staatlichen Öl- und Industrie-Universität. Nach dem erfolgreichen Abschluss seines Studiums arbeitete er als Chemiker im Institut für Chemische Additive der Nationalen Akademie der Wissenschaften Aserbaidschans. 
Nizami Əkbərov ist verheiratet und hat aus dieser Ehe zwei Töchter und einen Sohn. 

## Wissenschaftliche Tätigkeit
Nizami Əkbərov promovierte im Jahr 1984 bis 1988 am Institut für chemische Additive der Nationalen Akademie der Wissenschaften Aserbaidschans. Im Jahr 1989 verteidigte er seine Dissertation. Von 1990 bis 1993 war er tätig als Ingenieur im Bereich von Wissenschaft und Forschung. Əkbərov arbeitete als Dozent in der Abteilung für Organische Chemie und Chemische Technologie der Aserbaidschanischen Pädagogischen Universität von 2006 bis 2009; seit 2009 ist er in der Abteilung als Associate Professor tätig. Er unterrichtet über Organische Chemie, Petroleum-Synthese, Syntheseplanung, Elementarspezifische Verbindungen und Konformationsanalyse. Seine wissenschaftlichen Artikel wurden regelmäßig in Chemiezeitschriften in Moskau, Sankt Petersburg und Baku veröffentlicht. Derzeit wird der Umfang der wissenschaftlichen Forschung in diesem Gebiet erweitert, um ein effektiveres Additiv für Schmierstoffe zu synthetisieren.

## Pädagogische Aktivität
Əkbərov bereitet seit 1981 Studenten auf die Universität vor. Əkbərov ist der erste Autor des Buches Tests of Chemistry, das im Jahr 1993 vom Maarif-Verlag mit 10.000 Exemplaren veröffentlicht wurde. Seit 1993 kooperiert er mit der Staatlichen Studenteneinweisungskommission  (SSAC). Er ist Mitglied des Fachausschusses für Chemie und Autor des Buches Chemie, das von SSAC im Jahr 1999 veröffentlicht wurde. Das Buch wird in den Schulen für den Unterricht in den 9. und 11. Stufen verwendet. Von ihm verfasste Artikel zu Oxidationsreduktionsreskationen, Hydrolyse von Salzen, Eigenschaften von festen Nitrat- und Sulfatsäuren und  Valenz- und Oxidationszahl wurden von der SSAC in der Zeitschrift Abituriyent veröffentlicht.